# Bay (métro de Toronto)
Pour les articles homonymes, voir Bay.
Bay est une station de la ligne 2 Bloor-Danforth, du métro de la ville de Toronto en Ontario au Canada. Elle est située au 64 Bloor Street West et dessert les quartiers de Yorkville et The Annex.

## Situation sur le réseau

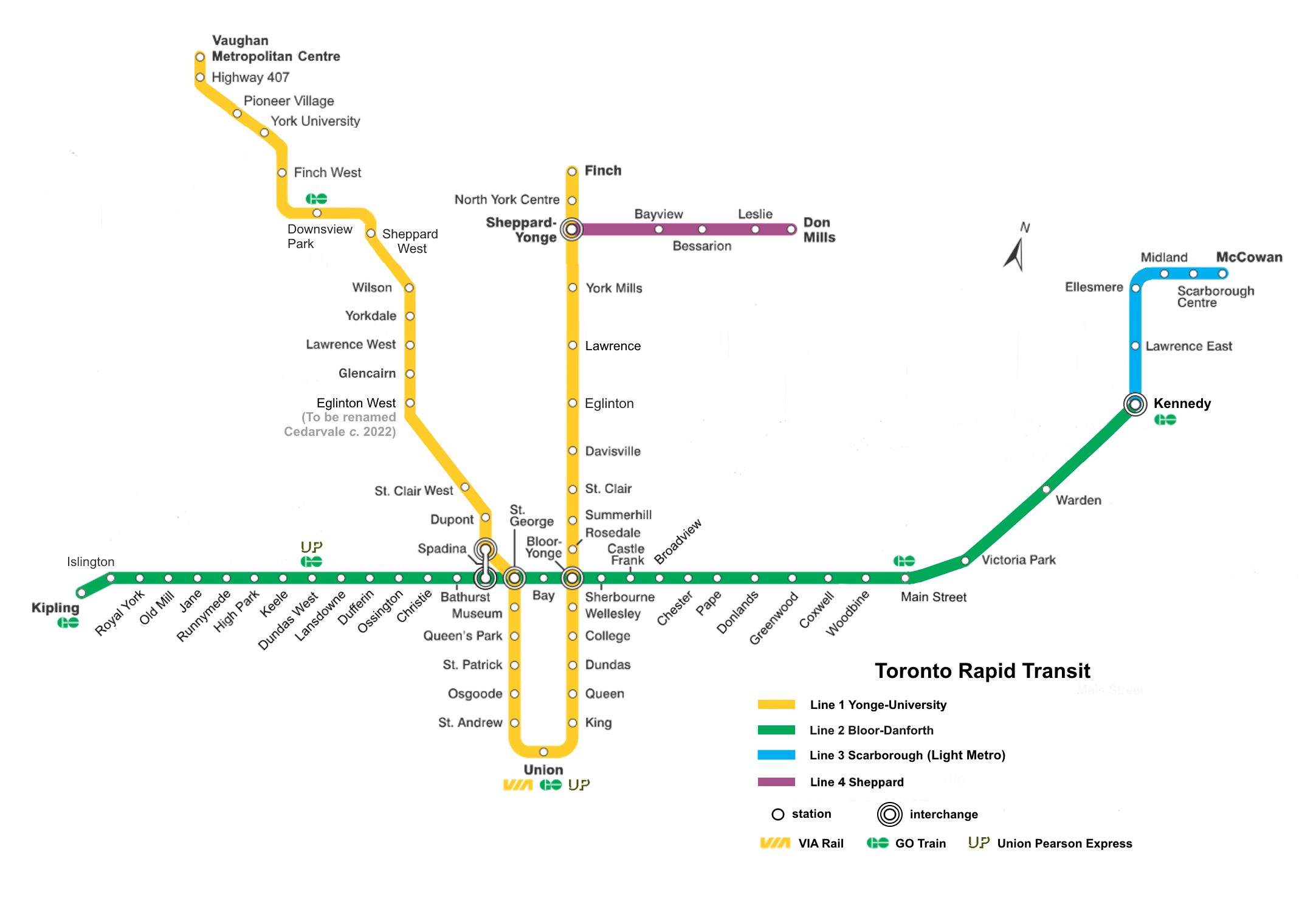
Plan du métro de Toronto (2018).

Établie en souterrain, la station Bay de la ligne 2 Bloor-Danforth, est précédée par la station St. George, en direction du terminus Kipling, et elle est suivie par la station Bloor-Yonge en direction du terminus Kennedy.

## Histoire
La station Bay est mise en service le 25 février 1966. Lors de son inauguration en 1966, une partie de la station, connue sous le nom de « Lower Bay », n'a été en service que six mois et est depuis fermée au public. Lower Bay a cependant été exceptionnellement ouvert au public lors de la journée portes ouvertes Doors Open Toronto le 26 mai 2007. Aussi, la station fut ouverte au public le 24 mai 2008, 29 septembre 2010 et 2 octobre 2010.
Durant l'année 2009-2010, sa fréquentation moyenne est de 28 730 personnes par jour.

## Services aux voyageurs

### Intermodalité
Elle est desservie par les bus de la ligne 19 Bay. L'ancienne ligne 6 est renumérotée et devenue la ligne 19, en prévision de l'ouverture de la ligne 6 Finch West, une ligne de Métro léger reliant entre la station Finch West et Humber College, prévue en 2024.